# Ruy Vaz
Rui Vaz (1891 — 1955), frequentemente grafado Rui Vaz, foi um artista gráfico português que com Fernando Pessoa editou o periódico Athena : revista de arte.

## Links
1. ↑  Arquivo Virtual da Geração de Orpheu: Modernismo.